# Rhizocarpon epispilum
Rhizocarpon epispilum är en lavart som först beskrevs av William Nylander och som fick sitt nu gällande namn av Alexander Zahlbruckner. 
Rhizocarpon epispilum ingår i släktet Rhizocarpon och familjen Rhizocarpaceae. Inga underarter finns listade i Catalogue of Life.